# Щукин, Юрий Иванович
Ю́рий Ива́нович Щу́кин (род. 26 июня 1979 года в Кисловодске, СССР) — казахстанский и российский теннисист; мастер спорта (1996). До апреля 2008 года выступал за Россию, после чего стал играть за Казахстан.

## Биография
В теннисе с семи лет; любимое покрытие — хард.
За карьеру выиграл 8 «челленджеров»:
- 2000 — Зильт (грунт)
- 2003 — Бельгом (хард)
- 2004 — Баня-Лука (грунт)
- 2007 — Дрезден (грунт), Женева (грунт), Неаполь (грунт)
- 2010 — Загреб (грунт)
- 2011 — Простеёв (грунт)

Лучшее достижение на турнирах ATP — полуфинал турнира в швейцарском Гштаде в июле 2010 года. Преодолев 2 круга квалификации, в основной сетке Юрий обыграл Андрея Голубева из Казахстана, Фредерику Жила из Португалии, 14-ю ракетку мира россиянина Михаил Южного и затем уступил французу Ришару Гаске 3-6 4-6.
Финалист турнира ATP в Варшаве в июне 2008 года (в паре с Николаем Давыденко).
На Открытом чемпионате Франции 2010 года в возрасте 30 лет Щукин впервые в карьере выиграл матч в основной сетке турнира Большого шлема, победив американца Раджива Рама со счётом 3-6 6-4 6-2 6-4. Для Щукина этот матч был всего вторым в основной сетке на турнирах Большого шлема после дебюта 9 годами ранее на Открытом чемпионате Австралии 2001 года (тогда он уступил в 4 сетах Уэйну Артурсу). Во втором круге Ролан Гаррос-2010 Щукин уступил румыну Виктору Ханеску 3-6 4-6 2-6.
Имеет в своём активе победы над такими теннисистами как Серхи Бругера, Яркко Ниеминен, Филиппо Воландри, Юрген Мельцер, Ян Симеринк, Гаэль Монфис, Кристоф Влиген, Феликс Мантилья, Райнер Шуттлер, Флориан Майер, Мариано Сабалета, Михаил Южный.

## Рейтинг на конец года в одиночном разряде
- 2012 — 474
- 2011 — 193
- 2010 — 125
- 2009 — 204
- 2008 — 184
- 2007 — 122
- 2006 — 271
- 2005 — 299
- 2004 — 194
- 2003 — 223
- 2002 — 224
- 2001 — 145
- 2000 — 215
- 1999 — 382
- 1998 — 396

## Выступления на турнирах

### Финалы турниров в парном разряде

#### Финалы турнировATPв парном разряде (1)

##### Поражения (1)
| Титулы                                  |
| --------------------------------------- |
| Турниры Большого Шлема (0)              |
| Кубок Мастерс / Финал Мирового тура (0) |
| ATP Masters 1000 (0)                    |
| ATP International Gold / ATP 500 (0)    |
| ATP International / ATP 250 (0)         |

| Титулы по покрытиям | Титулы по месту проведения матчей турнира |
| ------------------- | ----------------------------------------- |
| Хард (0)            | Зал (0)                                   |
| Грунт (0)           | Зал (0)                                   |
| Трава (0)           | Открытый воздух (0)                       |
| Ковёр (0)           | Открытый воздух (0)                       |

| №  | Дата        | Турнир          | Покрытие | Партнёр           | Соперники в финале                   | Счёт           |
| 1. | 9 июня 2008 | Варшава, Польша | Грунт    | Николай Давыденко | Мариуш Фирстенберг Марцин Матковский | 0-6 6-3 [4-10] |